# Tithaeus flavescens
Tithaeus flavescens is een hooiwagen uit de familie Tithaeidae. De originele naamcombinatie (protoniem) is Tithaeus flavescens Banks, 1930. De huidige (vanaf 2023) geldig wetenschappelijke naam van Tithaeus flavescens Gaat terug op Nathan Banks.